# Danik Patisson
Danik Patisson, gebürtig Danielle Claude Madeleine Patisson (* 26. März 1939 in Senlis, Picardie in Frankreich; † 21. Oktober 2016 in Paris), war eine französische Schauspielerin. In Deutschland wurde sie bekannt durch ihre Rolle der Alexandra von Treskow in dem Filmdrama Mädchen in Uniform, die durch ihre Eifersucht auf die von Romy Schneider gespielte Manuela von Meinhardis dazu beiträgt, dass Manuela sich das Leben nehmen will.

## Biografie
Patissons Liebe galt schon früh dem Ballett. Aufgrund ihrer Größe wurde ihr der Zutritt zur Opéra National de Paris jedoch verwehrt. Ihre Enttäuschung darüber überwand sie als Mitglied der Tanzschule Châtelet, wo sie fünf Jahre lang blieb. Bereits sehr jung begann sie zudem für Zeitschriften zu posieren und bekam auch erste kleine Rollen in Filmen. Ihre erste etwas größere Rolle spielte sie 1955 in der Filmkomödie Familie Duraton als Tochter Solange der Duraton-Familie. Im selben Jahr war sie auch in dem romantischen Filmdrama Wenn Mädchen reif zur Liebe werden in der Rolle der Catherine besetzt. Eine Hauptrolle spielte sie 1956 in Léonide Moguys Filmdrama Im Sumpf von Paris als Christine. 
Ab Mitte bis Ende der 1950er-Jahre wirkte Patisson in verschiedensten französischen Krimi- und Banditenfilmen (wie beispielsweise Heiße Küsse, scharfe Schüsse mit Eddie Constantine) mit. Sie spielte zudem in einem amerikanischen (Zwischen Madrid und Paris (1957) von Henry King mit Tyrone Power, Ava Gardner, Errol Flynn basierend auf Ernest Hemingways Roman Fiesta), einem deutschen (Mädchen in Uniform (1958)), einem portugiesischen (Hauptrolle in O Primo Basílio, 1959), einem englischen (Hauptrolle in Zu heiß zum Anfassen (1960) von Terence Young mit Jayne Mansfield und Karlheinz Böhm) und einem spanischen (Hauptrolle in La muerte silba un blues, (1964)) Film. Obwohl ihr Start erfolgversprechend war, blieb ihr der große Durchbruch versagt. Ab 1960 arbeitete Patisson weniger und auch eher in B-Filmen wie beispielsweise dem Erotikfilmdrama Zarte Haut in schwarzer Seide (1961), in dem Elke Sommer, Helmut Schmid und Ivan Desny ihre Filmpartner waren. Eine Ausnahme bildet L’accident (deutscher Titel Die Schlange, 1960) von Edmond T. Gréville, ein atmosphärischer Film noir, in dem Patisson eine Schulleiterin auf einer bretonischen Insel darstellt. Die Vorlage bildet Frédéric Dards gleichnamiger Roman. 
1964 drehte sie einen ihrer letzten Kinofilme, den biografischen Kriminalthriller Der Mann, der Peter Kürten hieß von und mit Robert Hossein, der den tatsächlich existierenden Serienmörder Peter Kürten verkörperte, der während der Weltwirtschaftskrise in Düsseldorf lebte und dort neben vielen Straftaten auch neun Morde verübte.
Patisson, die mit Philippe Boutet verheiratet war, ist die Mutter der Schauspielerin und ehemaligen Miss Frankreich Valérie Pascale; sie selbst war 1955 zur Miss Paris gewählt worden. Danik Patisson starb 2016 im Alter von 77 Jahren in Paris.

## Filmografie (Auswahl)
- 1954: Frl. Nitouche (Mam’zelle Nitouche)
- 1955: Brot des Lebens (Le pain vivant)
- 1955: Familie Duraton
- 1955: Gueule d’ange
- 1955: Wenn Mädchen reif zur Liebe werden (Les premiers outrages)
- 1956: Oh, la-la, Cherie (Paris canaille)
- 1956: Im Sumpf von Paris (Le long des trottoirs)
- 1956: Die Besessenen (Les Possédées)
- 1957: Geheimagent 117 (O.S.S. 117 n’est pas mort)
- 1957: Zwischen Madrid und Paris (The Sun Also Rises)
- 1957: Mädchenfalle (Donnez-moi ma chance)
- 1958: Heiße Küsse, scharfe Schüsse (Incognito)
- 1958: Mädchen in Uniform (franz. Titel Jeunes filles en uniforme)
- 1959: O Primo Basílio
- 1960: Zu heiß zum Anfassen (Too Hot to Handle)
- 1960: Die Verschworenen (Les mordus)
- 1961: Zarte Haut in schwarzer Seide (De quoi tu te mêles Daniela!)
- 1961: Der Tod trägt keinen Smoking (Alibi pour un meurtre)
- 1961: Das Schwert der Rache (Capitaine tempête)
- 1963: Die Schlange (L’accident)
- 1964: La muerte silba un blues
- 1965: Der Mann, der Peter Kürten hieß (Le Vampire de Düsseldorf)
- 1975: Tamara ou Comment j’ai enterré ma vie de jeune fille (alternativ Tamara)
- 2009: Madame D (Kurzfilm)

### Fernsehen
- 1960: Un homme supérieur
- 1962: L’oiseau de bonheur
- 1967: Allô Police (Serie, 1 Folge)
- 1975: Wer einmal in Verdacht gerät (Erreurs judiciaires, Fernsehserie, Folge La dame au fusil)
- 1977: Recherche dans l’intérêt des familles (Fernsehserie, Folge Le P.D.G.)
- 1981: Mon ami Socia
- 2005: Boulevard du Palais (Fernsehserie, Folge Une mort de trop)
- 2005: Julie Lescaut (Fernsehserie, Folge Instinct paternel)
- 2006: Kommissar Navarro (Navarro, Fernsehserie, Folge L’âme en vrac)
- 2010: L’affaire Seznec: c’est vous qui allez le juger

### Theater
- 1954: Les Miserables von Victor Hugo im Théâtre municipal in Enghien-les-Bains nördlich von Paris
- 1955: Le Petit Arpent du bon Dieu (dt. Gottes kleiner Acker) von Erskine Caldwell, Regie: José Quaglio im Théâtre de l’Ambigu
- 1962: La Belle de Mai von Juliette Saint-Giniez im Théâtre Tristan Bernard in Paris
- 2007: Jean-Paul II von Robert Hossein und Alain Decaux im Palais des Sports in Paris
- 2010: L’Affaire Seznec von Robert Hossein im Théâtre de Paris
- 2010: L’Affaire Dominici von Robert Hossein im Théâtre de Paris